# Gewöhnlicher Flachbärlapp
Der Gewöhnliche Flachbärlapp (Diphasiastrum complanatum) ist eine Pflanzenart aus der Gattung der Flachbärlappe (Diphasiastrum) innerhalb der Familie der Bärlappgewächse (Lycopodiaceae).

## Beschreibung

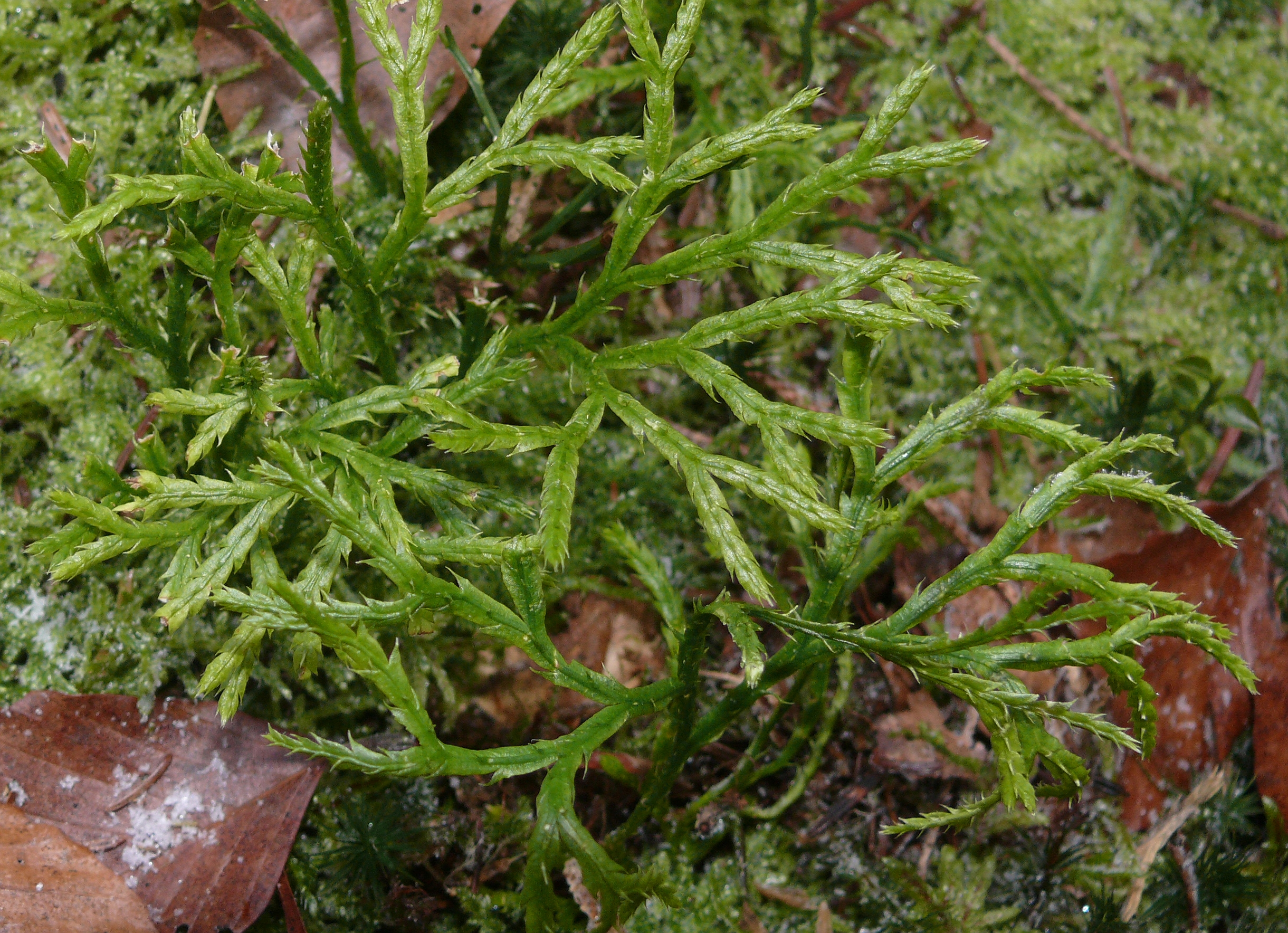
Habitus

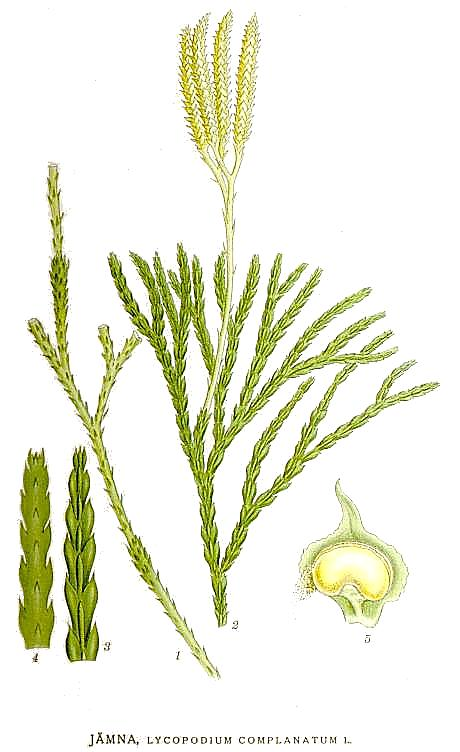
Illustration

Der Gewöhnliche Flachbärlapp wächst als ausdauernde krautige Pflanze. Die kriechende Sprossachse liegt dem Untergrund auf oder kriecht flach unterirdisch unter lockerer Bodenstreu. Von der Hauptsprossachse steigen verzweigte Nebensprosse auf. Diese erreichen Höhen von etwa 10 bis 40 Zentimetern. Da jedoch der Hauptspross deutlich länger werden kann, kann die Gesamtgröße der Pflanzenexemplare erheblich schwanken. Die Sprossachsen der Seitensprosse sind an den Flanken deutlich breiter, so dass sie insgesamt abgeflacht sind. Die Sprossachsen sind mit den Blättern 2,5 bis 3,5 (bis 4) Millimeter breit.
Die Blätter stehen vierzeilig an den Stängeln und sind ungestielt, nicht gekniet und am Grund am breitesten. Die Flankenblätter sind nicht oder nur wenig nach unten umgebogen. Die Blätter auf der Unterseite der Sprossachse sind sehr klein, dreieckig, flach anliegend, 1,5 bis 2 Millimeter lang und 0,5 Millimeter breit. Die Sporenähren (Strobili) stehen am Ende von langen, sehr locker beblätterten diesjährigen Stielen zu 2 bis 4 (bis 6). Sie sind 2 bis 3 Zentimeter lang. Sie tragen die breit eiförmigen Sporophylle, die plötzlich in eine sehr kurze Spitze verschmälert sind. Die Sporangien sind nierenförmig bis fast kugelig, sehr kurz gestielt und öffnen sich am Scheitel mit einer Querspalte.
Die Chromosomenzahl beträgt 2n = 46, seltener 22 oder 44.

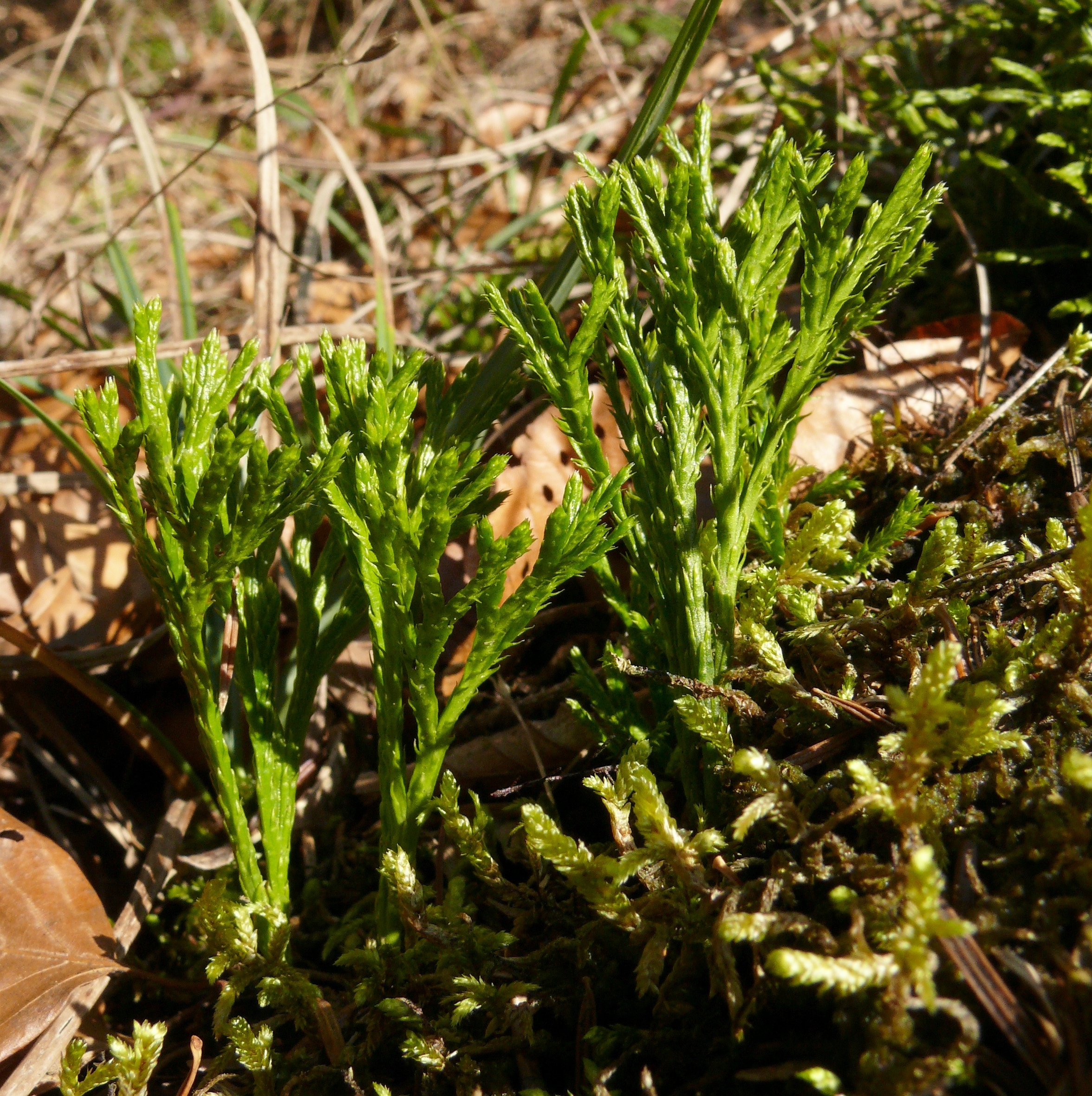
Habitus

## Ökologie
Das Prothallium ist rübenförmig und lebt unterirdisch und heterotroph.

## Vorkommen und Schutz
Diphasiastrum complanatum ist zirkumboreal in den gemäßigten und arktischen Breiten und in den Gebirgen der Tropen verbreitet. Sein Verbreitungsgebiet umfasst Europa, Nordamerika, Vorderasien, Sibirien, Ostasien, Indien, Sri Lanka, den Malaiischen Archipel und die Philippinen. In Europa kommt er in fast allen Ländern vor und fehlt nur in Portugal, Irland, Großbritannien, Island, Albanien, Griechenland, Bosnien-Herzegowina, Montenegro, Nordmazedonien, Moldau und in der Türkei. Früher hatte er auch Vorkommen in Belgien und Serbien.
Der Gewöhnliche Flachbärlapp wächst in Mitteleuropa in Nadelwäldern und in Zwergstrauchheiden, allerdings nicht im Hochgebirge. Diphasiastrum complanatum kommt in Pflanzengesellschaften der Klasse Pulsatillo-Pinetea, aber auch der Ordnung Piceetalia vor.
Er ist in Deutschland durch die BArtSchV und durch die FFH-Richtlinie Anhang V der Europäischen Union geschützt.

## Systematik
Die Erstveröffentlichung erfolgte 1753 unter dem Namen (Basionym) Lycopodium complanatum durch Carl von Linné in Species Plantarum, Tomus II, S. 1104. Die Neukombination zu Diphasiastrum complanatum (L.) Holub wurde 1975 durch Josef Holub in Preslia, Band 47, S. 108 veröffentlicht. Weitere Synonyme für Diphasiastrum complanatum (L.) Holub sind Lycopodium anceps Wallr. non Presl und Diphasium complanatum (L.) Rothm.
Je nach Autor gibt es von Diphasiastrum complanatum etwa drei Unterarten:
- Diphasiastrum complanatum (L.) Holub subsp. complanatum
- Diphasiastrum complanatum subsp. hastulatum (Sipliv.) Ivanenko & Tzvelev: Sie kommt im europäischen Russland vor.[8]
- Diphasiastrum complanatum subsp. montellii (Kukkonen) Kukkonen: Sie kommt im europäischen Russland vor.[8]